# 秋本つばさ
秋本 つばさ（あきもと つばさ、1974年9月29日 - ）は日本のアクション女優。東京都板橋区出身。株式会社つばさプロジェクト代表。

## 来歴

### 主な作品
- Vシネマ「バトルロード1・2」準主演
- 映画「どろろ」メインスタント
- アニメ映画「ベクシル」「アップルシード」のメインキャラクター（モーションキャプチャー）
- ゲーム「ノーモアヒーローズ」「ソウルシリーズ」「戦国BASARA」「鉄拳3・4」「スパイフィクション」等の女性キャラクター（モーションキャプチャー）

### 所属事務所
- 株式会社BBMスポーツ・コミッション(BBMSC) - ベースボール・マガジン社の事業部門が1980年に別法人として独立。

2006年6月に起業し、芸能プロダクション「(株)つばさプロジェクト」を設立。
東京都豊島区上池袋に事務所を構え、同所にアクションスタジオ「スタジオつばさ基地」を併設。
一般開放型のスタジオレッスン・ワークショップ等を開講している。
2011年8月に同プロダクション及び運営スタジオ「つばさ基地」は板橋区向原へと移転した。

### その他
現役アクション女優としての活動は勿論、時代殺陣、現代アクション、ガンアクション、スタント等のアクション全般、ダンスやモデルのポージング等の振付・講師・コーディネート等も手掛ける。また自社スタジオ、及び外部講師として、アクション俳優、俳優、タレント、スタントマン、パフォーマー等への指導・育成も行っている。

## 主な指導歴
- パフォーミングアートセンター（代表：野沢那智）アクション講師
- 映画塾（京都校） アクション講師
- 劇団Piyo-on☆

## 主な コーディネート歴

### 映画
- 「グミ・チョコレート・パイン」

### PV
- 映画「フィスト・オブ・フューリー」主題歌
- 「distance」LONG SHOT PARTY　（アニメ「NARUTO -ナルト- 疾風伝」のオープニングソング）
- 空手もえ「小林由佳」

### 舞台
- アフロ13 クロマニヨンショック
- あシモド ダイヤモンドの夜に会おう
- 印度華麗 Tegami
- あシモド Dog’s1ドッグランド
- XYZ 里見八犬伝
- M&W 明日に
- みぎへならえ
- スパイラルメソード 走れドンキー
- 劇団TA（主宰：赤塚真人） Smile
- Velvet ダイアモンドの夜に会おう
- 劇団Piyo-on★ 時空オアシス

## イベントプロデュース
- アクション・パーティ・ナイト（渋谷club asia NEO）

## 主な出演作品

### テレビ
- 「筋肉番付」（TBS）
- 「ケイン・ザ・マッスル」（TBS）
- 「ZONE」（TBS）
- 「日立 世界・ふしぎ発見!」レポーター（TBS）
- 「スポーツ100%!」（テレビ東京）
- 「快楽通信」アシスタント兼レポーター（テレビ朝日）
- 「トゥナイト2」木曜レギュラー（テレビ朝日）
- 「H・I・P」第一期生（テレビ朝日）
- 「TK MUSIC CLAMP」（フジテレビ）
- 「エコエコアザラク」第24話 樹梨役（テレビ東京）
- 「大胆MAP-大胆!お仕事年収図鑑・がんばっている人SP」（テレビ朝日）

### 映画
- 「デッドヒート」 ジャッキー・チェン主演監督 幸子役
- 「アップルシード」主演デュナン・ナッツ役
- 「またの日の知華」主演の体操シーン
- 「自由戀愛」監督 原田眞人 WOWOW
- 「魍魎の匣」監督 原田眞人 劇中時代劇
- 「ベクシル 2077日本鎖国」パイロット版モーションキャプチャー

### 舞台
- 「マッスルミュージカル」（TBS）第一期生
- 地球ゴージャス「さくらのうた」メインキャスト松田とも子役
- 「MAYA-K」30DELUX
- つばさプロデュースVol.1「彩祭」女性アクションユニットPAPOON!
- つばさプロデュースVol.2「時空オアシス」

### CM
- ユニクロ「ボディテック」
- 味の素「アミノバイタル」（週末ボクサー篇）
- NTTコミュニケーションズ（しゃべりっち「なわとび」編）
- ロート製薬「パンシロンNOW UP 2」
- フジサンケイリビングサービス　ディノス '98〜 '99
- NIKE「ゴルフ」編
- リクルート社 ゼクシィ「愛の空中ブランコ」編
- プレイステーション「年末」編
- ミスタードーナツ（「紅茶事件」編・「手作り事件」編）
- ワーナーランバート社「スティング」 等

### Vシネマ
- 「必殺!バトルロード2 妖剣女刺客」準主演 早乙女アキ役（カポエラ使い）
- 「必殺!バトルロード1 妖剣女刺客」　〃
- 「ドリームエンジェル・闇の天使」準主役
- 「愚連（ギャング）」殺人鬼炎子
- 「人間魚雷　極悪仁義」
- 「恐怖!寄生虫館の三姉妹」主演
- 「天然少女・萬」影浦エナ役
- 「ワイルドタッチ1・2」北本由紀役
- 「岸和田少年愚連隊」カオルちゃん最強伝説、女番哀歌・スケバンエレジィ

### ビデオ
- 片山敬済バイクライディングの真髄
  - オンロード・ツーリング編
  - オフロード・ツーリング編

### PV
- 矢沢永吉「もうひとりの俺」
- 黒夢「Miss MOONLIGHT」PV　メインダンサー
- 織田裕二「愛までもうすぐだから I WANT YOU，I NEED YOU」
- フライングキッズ
- 横山輝一「Good Days,Bad Days」
- 中西保志
- サニーデイ・サービス「あじさい」
- 宮本浩次「九月の雨」
- リトルクリチャーズ
- 西司
- 持田真樹

### ラジオ
- 「つばさのFightいっぱつ!!」（アスキー・ラジ@）
- 「海・山ドライブ行っちゃうの」（FM東京）
- 「マジカルスノーランド'98」レギュラー（FM NACK5）